# Lindencrona
Lindencrona är en svensk ätt från Jönköping, vars stamfader är Sven Månsson som var borgmästare i Jönköping. Ätten är känd från år 1531. En avkomling i femte led till Månsson, överstelöjtnanten och kommendanten i Karlshamn, Gudmund Lindeblad (1669–1739), adlades Lindencrona 1719 15/5 och introducerades samma år (nr 1579).
Ätten har gemensamt ursprung med de utslocknade adliga ätterna Strömberg (nr 365 och 870) och de likaledes utslocknade friherrliga och grevliga ätterna Stromberg (nr 118 respektive 50). Huvudman för ätten är Gustaf Lindencrona, född 1938, tidigare rektor för Stockholms universitet.
Den 31 december 2012 fanns det 63 personer i Sverige med efternamnet Lindencrona.

## Personer med efternamnet Lindencrona
- Alvar Lindencrona (1910–1981), ämbetsman och företagsledare
- Carl Johan Lindencrona (1822–1895), jurist
- Erik Gustaf Lindencrona (1738–1808), landshövding
- Fredric Lindencrona (1740–1813), militär
- Gustaf Lindencrona (1871–1952), jurist, kommunalpolitiker och idrottsledare
- Gustaf Lindencrona (född 1938), jurist, universitetsrektor, politiker, folkpartist
- Per Lindencrona (1903–1992), militär
- Per Gudmund Lindencrona (1707–1755), ämbetsman
- Ulrik Gustaf Lindencrona (1785–1846), landshövding